# 李樹棠
李樹棠（？—1939年2月14日），山西中陽縣人，抗日戰爭期間陣亡的中國軍方高級將領之一。

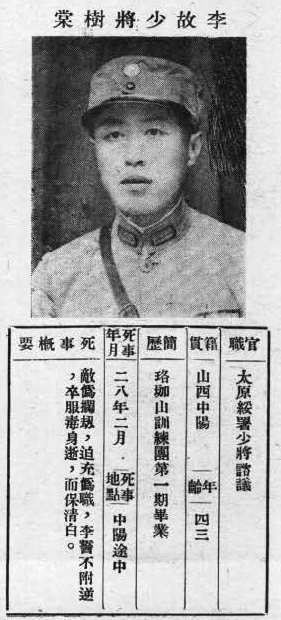
《抗戰軍人忠烈錄》（第一輯）中的李樹棠烈士遺像

## 生平
珞珈山訓練團第一期畢業，太原綏靖公署少將諮議，返鄉途中，為敵所執，迫其充當偽職，李樹棠義無反顧，誓不附逆，服毒身亡。